# 関口隆吉
関口 隆吉（せきぐち たかよし、天保7年9月17日〈1836年10月26日〉 - 明治22年〈1889年〉5月17日）は、幕末の幕臣で、明治時代の政治家、初代静岡県知事および第2代山口県知事。
静岡女学校（後の静岡英和女学院）の創立者の一人。字は艮輔（ごんすけ）。号は黙斎。

## 生涯

### 少年期
天保7年（1836年）、江戸本所相生町（現・東京都墨田区）に幕臣関口隆船の次男として生まれる。関口家は今川一族の関口氏広の子孫であり、父・隆船は佐倉村（現在の静岡県御前崎市佐倉）の池宮神社出身。
天保10年（1838年）、父の隆船が与力に任ぜられ、牛込赤城町へ転居。
嘉永元年（1848年）、斎藤弥九郎の練兵館に入門する。当時の塾頭は兄弟子となる桂小五郎であった。

### 幕臣時代
嘉永3年（1850年）に15歳になり元服する。嘉永5年（1852年）に17歳で父の跡を継ぎ、御持弓与力となる。嘉永6年（1853年）、吉原守拙の門下となり兵法を学ぶ。安政5年（1858年）、大橋訥庵に入門し、尊王攘夷の思想に傾倒。この頃、久坂玄瑞や金子与三郎らと交流があった。安政6年（1859年）、24歳で武家の師である稲生虎太郎の娘と結婚するも翌年の万延元年（1860年）10月17日に死別。
文久2年（1862年）、御持弓与力の職を義弟の鉦次郎に譲る。これは同年の坂下門外の変において老中・安藤信正を襲撃したとの嫌疑を避けるためであった。翌文久3年（1863年）、28歳で山田宗弥の娘・睦（のちに改名し綾）を妻とする。
慶応3年（1867年）、開国論者の勝海舟の暗殺を企てるが、未遂に終わる。海舟は隆吉に鐙斎（とうさい）とニックネームを付け二人は親友となる。同年の大政奉還を幕臣として迎える。

### 明治維新

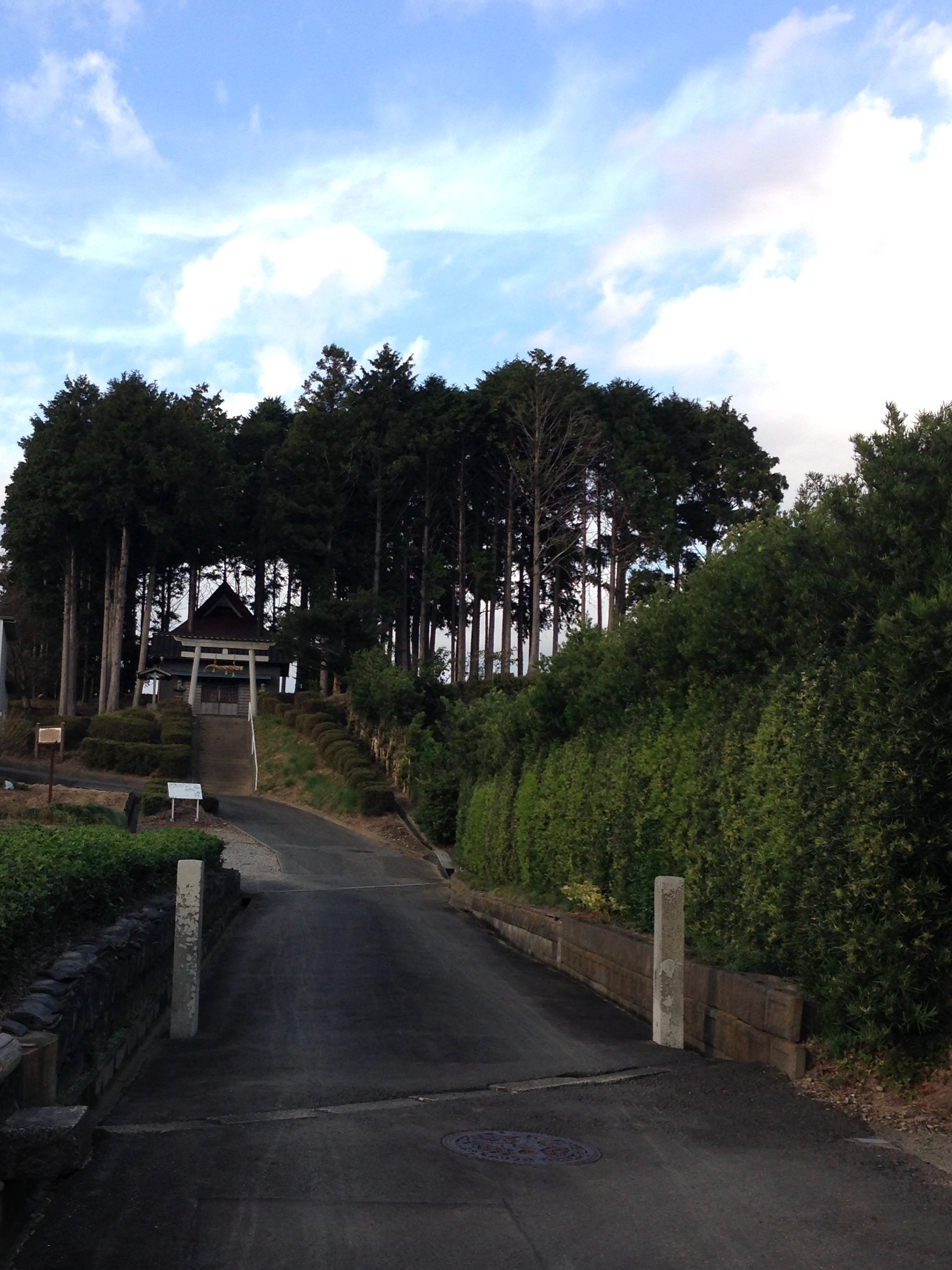
月岡八穂神社（静岡県菊川市） 隆吉の屋敷跡や顕彰碑がある

慶応4年（1868年）徳川慶喜御謹慎所勤方、さらに身辺警衛精鋭隊頭取並および町奉行支配組頭となり、慶喜の警護役を務める。江戸城明け渡しにも立会い、市中取締役頭に就任、勝海舟や山岡鉄舟、松岡万らと盟約を結び、徳川慶喜を駿河に遷すなど、幕末の戦後処理と新時代の確立のために尽力した。
明治3年（1870年）、慶喜のいる遠州城東郡月岡村（現在の静岡県菊川市内田地区月岡）に一家で居を移し、金谷開墾方頭取並となり、移住した旧幕臣たちとともに牧之原台地の開墾と大茶園造成事業に着手した。隆吉は月岡から牧之原まで馬で通っていたという。

### 県令時代
明治4年（1871年）、廃藩置県により明治政府に請われ出仕し、上京する。
三潴県（現在の福岡県）権参事、置賜県（現在の山形県）参事ののち、1873年（明治6年） - 1875年（明治8年）にかけて第2代山形県権令、1875年（明治8年） - 1881年（明治14年）にかけて第2代山口県県令を歴任する。
山口県県令時代の1876年（明治9年）、前原一誠、奥平謙輔らの萩の乱を鎮圧したことで「山口の賢県令」と呼ばれた。同年、長男の壮吉が月岡で誕生する。
1881年（明治14年）、46歳のとき元老院議官に就任し東京へ移住。地方巡察使として1府5県（東京・千葉・茨城・神奈川・静岡・愛知）の調査を行い、高等法院陪席判事を経て、1884年（明治17年） - 1886年（明治19年）にかけて第3代静岡県県令をつとめた。当時「地方の令は他貫のものを充当する」、すなわち出自に関係する地の県令には就任できないというルールがあったため、隆吉の静岡県県令就任は異例のことであった。
静岡県県令となってからは治山治水事業に尽力し、天竜川から中遠地方一帯に農業用水を引く遠州社山（現在の磐田市）の隧道工事、富士郡の塩害を防ぐ沼川石水門の建築、県庁舎新築なども進めている。また、図書蒐集と活用をめざし、久能山に私費による図書館「久能文庫」の創設も企画した。

### 静岡県知事時代
1886年（明治19年）、地方官官制公布により、初代静岡県知事に任命される。為政者として図書活用の有用性を認識していた隆吉は、早くから「久能文庫建設ノ広告」において私費図書館である久能文庫の構想を打ち出していた。
1887年（明治20年）、静岡教会牧師の平岩愃保と共に、静岡県内初の女子教育機関である私立「静岡女学校」（現静岡英和女学院中学校・高等学校）を開校する。初代校長はミス・M・J・カニンハム。
1889年（明治22年）4月11日、名古屋で行われた第三師団の招魂祭への列席のため、自身が敷設に尽力した東海道線開通試運転の工事用貨物列車に併結された客車に乗車中、他列車との正面衝突事故に遭い、客車の前に連結されていた貨車から突き刺さった鋼材が足を直撃し、左足の足首打撲骨折の重傷を負った。医師の所見では右足の切断を要するほどの重症であったが、関口は頑としてこれを拒んだため、傷口から感染した破傷風によって同年5月17日に死去した。52歳没。
隆吉辞世の歌

## 栄典
位階
- 1872年（明治5年）11月10日 - 従六位[12]
- 1874年（明治7年）2月18日 - 正六位[8][13][12]
- 1876年（明治9年）1月25日 - 従五位[12]
- 1881年（明治14年）3月25日 - 従四位[12]
- 1886年（明治19年）11月16日 - 正四位[14][15]
- 1889年（明治22年）4月17日 - 従三位[13][8]

勲章
- 1877年（明治10年）12月18日 - 勲四等[8][13][12]
- 1882年（明治15年）
  - 2月10日 - 勲四等旭日小綬章[16]
  - 10月28日 - 勲三等旭日中綬章[13][17][8]
- 1887年（明治20年）7月21日 - 銀製黄綬褒章[18]

## 親族
- 妻 睦（のちに改名し綾　茶道宗徧流正伝庵六世の山田宗弥の娘）[2]
- 長男 関口壮吉（浜松高等工業学校初代校長）[3]
- 二男 新村出（言語学者・文献学者。『広辞苑』編者として知られる[3]。）
- 三男 加藤周蔵[19]
- 四男 関口鯉吉（天文学者・気象学者[1]）
- 長女 関口操
- 次女 関口万寿
- 三女 関口八千
- 四女 関口比那
- 五女 関口伸子
- 六女 関口機子
- 七女 関口すゑ
- 操の聟養子 関口隆正（静岡女学校第3代校主・漢学者）

## 逸話
- 静岡女学校（後の静岡英和女学院）の創立にあたり、1887年（明治20年）に東洋英和女学院を視察している。当時、次女の万寿は同学院の生徒であったが、娘の学校名を覚えていなかった関口は、娘がいることを知らずに訪れた[20]。
- 関口の功績を称えて、2020年（令和2年）1月17日に菊川駅前に銅像が立てられた。製作者は彫刻家の堤直美[21]。